# Люфт-клозет

Схематичное изображение устройства туалета типа «люфт-клозет»

Люфт-клозет — туалет, расположенный внутри помещения, в котором фекалии собираются в выгребную яму, имеющую выгребной люк снаружи помещения. В отличие от традиционного туалета с выгребной ямой, люфт-клозет устраивается в отапливаемом помещении и потому должен быть обязательно оборудован вентиляционным устройством — так называемым люфт-каналом.

## Устройство
Выгребная яма люфт-клозета, как правило, располагается за пределами фундамента дома. Яма снабжается люком для прочистки. Дну ямы придают уклон в сторону очистного люка.
Приёмная воронка может располагаться как непосредственно над ямой, так и соединяться с ней с помощью наклонной трубы. В воронках люфт-клозета, как правило, не устраивается водяного затвора. Для уменьшения проникновения в помещение запаха, горючих газов и мух из выгребной ямы большое значение имеет устройство вентиляции выгребной ямы. Приток воздуха в этом случае осуществляется через приёмную воронку, а вытяжка — через люфт-канал. Для создания в люфт-канале тяги его располагают возле дымоходов или труб отопления, но может также использоваться вентилятор.

## Сравнение с другими типами туалетов
Люфт-клозеты сооружают в домах, не имеющих подключения к центральной канализации. Важное достоинство люфт-клозета перед простым туалетом с выгребной ямой — расположение внутри отапливаемых помещений, однако рекомендуется перед входом в помещение люфт-клозета обустраивать тамбур.
Люфт-клозет является капитальным сооружением и не годится в качестве временной уборной — в этом случае больше подходит пудр-клозет либо химический туалет. Не подходит он также в случае высокого уровня грунтовых вод, так как имеется вероятность нарушения герметичности выгребной ямы. В отличие от дворовых туалетов, люфт-клозет после заполнения не может быть перемещён на новое место, поэтому обязательно должен быть снабжён люком для прочистки, к которому может подъехать ассенизационная машина.